# Lebeckia inflata
Lebeckia inflata är en ärtväxtart som beskrevs av Harry Bolus. Lebeckia inflata ingår i släktet Lebeckia och familjen ärtväxter. Inga underarter finns listade i Catalogue of Life.